# Drahomíra Drobková
Drahomíra Drobková (28. února 1935 Čáslav – 30. června 2022 Ostrava) byla česká operní pěvkyně (alt, mezzosoprán).

## Život
Zpěv studovala na brněnské konzervatoři pod vedením profesorky Milady Weinbergerové. Konzervatoř úspěšně absolvovala v roce 1960. Místem jejího prvního angažmá se na šest let stala opera v Banské Bystrici. V letech 1966–1983 byla sólistkou Státního divadla v Ostravě. Debutovala zde rolí Marfy ve Dvořákově opeře Dimitrij. V roce 1983 se stala členkou operního souboru Národního divadla. Působila zde až do roku 1994.  Na první scéně vystupovala v operách Bedřicha Smetany (Děčana v Braniborech v Čechách, Martinka v Hubičce, Panna Róza v Tajemství, Radmila v Libuši, Ludmila i Háta v Prodané nevěstě), Antonína Dvořáka (Ježibaba v Rusalce), Giuseppe Verdiho (Azucena v Trubadúrovi, Eboli v Donu Carlosovi), Giacoma Pucciniho (Suzuki v Madam Butterfly), J. F. Fischera (Anna Schilingová v Copernicovi).
Za roli Eboli ve Verdiho Donu Carlosovi obdržela Cenu Thálie 1993. Natočila také větší množství kompletních operních nahrávek.